# Veigy-Foncenex
Veigy-Foncenex är en kommun i departementet Haute-Savoie i regionen Auvergne-Rhône-Alpes i sydöstra Frankrike. Kommunen ligger i kantonen Douvaine som tillhör arrondissementet Thonon-les-Bains. År 2022 hade Veigy-Foncenex 4 035 invånare.

## Befolkningsutveckling
Antalet invånare i kommunen Veigy-Foncenex
| Referens: INSEE |